# Diecéze tiberiadská
Diecéze tiberiadská je titulární diecéze římskokatolické církve na území Izraele.

## Historie
Tiberias je staré galilejské město, založené Herodem Antipou roku 20 př. n. l. a pojmenovaná pro císaři Tiberiovi. Diecéze zde vznikla ve 4. století, původně byla sufragánní diecézí arcideicéze skytopolské (Skythopolis, dn. Bejt Še'an), podřízené patriarchátu jeruzaléskému. V době křížových výprav se stala latinskou diecézí a podřízena byla latinské nazaretské arcidiecézi. Tato diecéze zanikla po muslimské invazi roku 1265 a dnes je pouze titulární diecézí, od roku 1966 není obsazena.

## Biskupové sídelní i titulární
| hodnost          | jméno                                        | úřad                                          | od                    | do             |
| ---------------- | -------------------------------------------- | --------------------------------------------- | --------------------- | -------------- |
| sídelní biskup   | anonymní                                     | sídelní biskup tiberiadský (řecký)            | v době Konstantina I. |                |
| sídelní biskup   | Jan I.                                       | sídelní biskup tiberiadský (řecký)            | před 449              | po 451         |
| sídelní biskup   | Jan II.                                      | sídelní biskup tiberiadský (řecký)            | před 518              | po 536         |
| sídelní biskup   | Jiří                                         | sídelní biskup tiberiadský (řecký)            | zmíněn 553            |                |
| sídelní biskup   | Basilios                                     | sídelní biskup tiberiadský (řecký)            | cca 800               |                |
| sídelní biskup   | Ugo di Tabaria                               | sídelní biskup tiberiadský (latinský)         | zmíněn 1109           |                |
| sídelní biskup   | Herbert                                      | sídelní biskup tiberiadský (latinský)         | zmíněn 1155/6         |                |
| sídelní biskup   | Raul                                         | sídelní biskup tiberiadský (latinský)         | před 1168             | po 1170        |
| sídelní biskup   | anonymní                                     | sídelní biskup tiberiadský (latinský)         |                       | zemřel po 1190 |
| sídelní biskup   | Eustorgius                                   | sídelní biskup tiberiadský (latinský)         | před 1256             | 1273†          |
| sídelní biskup   | Guglielmo di Salonicco                       | sídelní biskup tiberiadský (latinský)         | ?                     | cca 1274†      |
| sídelní biskup   | Guglielmo Piloso                             | sídelní biskup tiberiadský (latinský)         | 1274                  | po 1283†       |
| titulární biskup | Paul von Banz                                | pomocný biskup vratislavský                   | 1302                  | 1325           |
| titulární biskup | Gualbert                                     |                                               | zmíněn 1334           |                |
| titulární biskup | Francesco                                    | 1348 jmenován biskupem v Sorres               |                       | 1348           |
| titulární biskup | Pavel                                        |                                               | zmíněn 1419           |                |
| titulární biskup | Antonio Zeghet, O.S.B.                       |                                               | 1435                  | ?              |
| titulární biskup | Pedro da Crux, O.P.                          |                                               | 1437                  | ?              |
| titulární biskup | João Manuel, O.Carm.                         | 1444 jmenován biskupem Ceutským               | 1442                  | 1444           |
| titulární biskup | Roberto Damiani, O.F.M.                      | 1447 jmenován arcibiskupem v Aix              | 1444                  | 1447           |
| titulární biskup | Arnaud de Quercu, O.F.M.                     |                                               | 1449                  |                |
| titulární biskup | Jacques Seguin, O.S.B.Clun.                  |                                               | 1450                  |                |
| titulární biskup | Pietro Bruni, O.F.M.                         |                                               | 1451                  |                |
| titulární biskup | Benedetto                                    |                                               | 1452                  |                |
| titulární biskup | Bernardo                                     |                                               | 1452                  |                |
| titulární biskup | Jean Puget, O.F.M.                           |                                               | 1460                  |                |
| titulární biskup | Ermanno di Candore                           |                                               |                       |                |
| titulární biskup | Reginaldo Romero, O.P.                       |                                               | 1488                  |                |
| titulární biskup | Guido di Daudrellen, O.Carm.                 |                                               | 1491                  |                |
| titulární biskup | Odo, O.F.M.                                  |                                               | 1494                  |                |
| titulární biskup | Jean Robert                                  |                                               | 1506                  |                |
| titulární biskup | Pietro Giovanni de Melis                     |                                               | 1517                  |                |
| titulární biskup | Godefroi le Borgne, O.Carm.                  |                                               | 1518                  |                |
| titulární biskup | Galeazzo Baldi                               |                                               |                       |                |
| titulární biskup | Giovanni de Amichetti, O.S.M.                |                                               | 1520                  |                |
| titulární biskup | Richard Gaume, O.F.M.                        |                                               | 1531                  |                |
| titulární biskup | Teoderico Petit, O.S.A.                      |                                               | 1537                  |                |
| titulární biskup | Giovanni de Rainieri, O.Cist.                |                                               | 1541                  |                |
| titulární biskup | Jacques Hanot, O.Praem.                      |                                               | 1546                  |                |
| titulární biskup | Giovanni Battista di Potenza, O.F.M.Conv.    |                                               | 1589                  |                |
| titulární biskup | Giovanni Vitellio, C.R.                      | 1594 biskupem v Carinole                      | 1592                  | 1594           |
| titulární biskup | Luis Cerqueira, S.J.                         | 1598 jmenován biskupem ve Funay (Japonsko)    | 1593                  | 1598           |
| titulární biskup | Andrea Wilczynski                            | jmenován biskupem v Theodosii                 | 1608                  |                |
| titulární biskup | Johann Anton Tritt von Wilderen              |                                               | 1619                  | 1639           |
| titulární biskup | Clemente Confetti                            | 1630 biskupem v Muro Lucano                   | 1623                  | 1630           |
| titulární biskup | Jacques Ribier                               |                                               | 1637                  |                |
| titulární biskup | Kašpar Karas z Rhomsteinu                    | pomocný biskup v arcidiecézi olomoucké        | 1640                  | 1646           |
| titulární biskup | Zikmund Miutini ze Spillimbergu              | pomocný biskup v arcidiecézi olomoucké        | 1640                  | 1646           |
| titulární biskup | Armand I. Gaston Maximilien de Rohan-Soubise | pozdější biskup štrasburský                   | 1701                  | 1704           |
| titulární biskup | Aleksander Mikolaj Horain                    | pozdější biskup smolenský                     | 1704                  | 1711           |
| titulární biskup | Daniel Josef Mayer z Mayernu                 | pomocný biskup pražský                        | 1712                  | 1732           |
| titulární biskup | Jan Mořic Strachwitz                         | pomocný biskup vratislavský                   | 1761                  | 1781           |
| titulární biskup | Erasmus Dionýz Krieger                       | pomocný biskup pražský                        | 1781                  | 1792           |
| titulární biskup | Leopold Maximilian von Firmian               | pomocný biskup pasovský                       | 1797                  | 1800           |
| titulární biskup | Francesco Maria Paolucci Mancinelli          | pozdější biskup ve Fanu                       | 1801                  | 1808           |
| titulární biskup | Karol Perényl                                | pomocný biskup ostřihomský                    | 1808                  | 1819           |
| titulární biskup | Richard Kornelius Dammers                    | 1842 jmenován biskupem paderbornským          | 1824                  | 1842           |
| titulární biskup | Rudolf von Thyssebaert                       | pomocný biskup v arcidiecézi olomoucké        | 1842                  | 1868†          |
| titulární biskup | Alessandro Valsecchi                         |                                               | 1869                  | 1879†          |
| titulární biskup | Martin Marty, O.S.B.                         | 1889 jmenován biskupem v Sioux Falls          | 1879                  | 1889           |
| titulární biskup | Giuseppe Ceppetelli                          | 1899 jmenován titulárním arcibiskupem myrským | 1890                  | 1899           |
| titulární biskup | Luigi Spandre                                | 1909 jmenován biskupem v Asti                 | 1899                  | 1909           |
| titulární biskup | Bernardino Shlaku, O.F.M.                    | 1911 biskupem v Pultu                         | 1910                  | 1911           |
| titulární biskup | Charles Maurice Graham                       |                                               | 1911                  | 1912†          |
| titulární biskup | Giacomo Sinibaldi                            |                                               | 1913                  | 1928†          |
| titulární biskup | Paolino Ladeuze                              |                                               | 1928                  | 1940†          |
| titulární biskup | Egidio Luigi Lanzo, O.F.M.Cap.               | 1943 jmenován biskupem v Saluzzu              | 1940                  | 1943           |
| titulární biskup | Giuseppe Della Cioppa                        | 1947 jmenován biskupem v Alife                | 1943                  | 1947           |
| titulární biskup | Raffaele Macario                             | pomocný biskup albanský                       | 1948                  | 1966           |